# Łowca szczurów
Łowca szczurów (norw. Rottejegeren) – powieść kryminalna norweskiego pisarza, Chrisa Tvedta (zdobywcy Nagrody Rivertona w 2010), opublikowana w 2009. Pierwsze polskie wydanie ukazało się w 2013 nakładem wydawnictwa Nasza Księgarnia.

## Akcja
Jest czwartą powieścią w cyklu z adwokatem Mikaelem Brenne. Akcja dotyczy kilku wątków. Pierwszym z nich jest obrona niepełnosprawnej psychicznie nastolatki, June Berge (17 lat), oskarżonej o podpalenie domu Didrika Stephansena i zabicie swojego dziadka. Śledztwo naprowadza Brennego na zdarzenia z czasów II wojny światowej, kiedy to norweski ruch oporu wykonał egzekucję na donosicielu Gestapo. Egzekutor nigdy do końca nie był przekonany o winie swojej ofiary.